# Робертс, Маркус
Мартаниэль «Маркус» Робертс (англ. Marcus Roberts; род. 7 августа 1963) — американский джазовый пианист, композитор, аранжировщик, руководитель оркестра и педагог.

## Ранние годы
Робертс родился в Джексонвилле, Флорида, США. Ослепший с пятилетнего возраста из-за глаукомы и катаракты, он посещал Школу для глухих и слепых Флориды в Сент-Огастине, штат Флорида, альма-матер слепого пианиста Рэя Чарльза. Робертс начал учиться игре на фортепиано в возрасте 12 лет. Позднее он изучал игру на инструменте с пианистом Леонидасом Липовецким во время учебы в Университете штата Флорида.

## Карьера
В 1985 году Робертс заменил пианиста Кенни Керкленда в группе Уинтона Марсалиса. Как и у Марсалиса, музыка Робертса уходит корнями в традиционный джаз прошлого. На его стиль в значительной степени повлияли Джелли Ролл Мортон и Фэтс Уоллер, с акцентом на рэгтайм и страйд.
В 1988 году выпустил первый собственный альбом The Truth Is Spoken Here.
Робертс получил заказ от Симфонического оркестра Атланты и Музыкального фестиваля в Саванне на написание своего первого фортепианного концерта «Spirit of the Blues: Piano Concerto in C-Minor». Он выступал в качестве солиста с симфоническими оркестрами под управлением Марин Элсоп (1992) и Сэйдзи Одзавы. Робертс выступал в Японии в сентябре 2014 года с Фестивальным оркестром Сайто Кинен под управлением Одзавы.
Его альбом New Orleans Meets Harlem, Vol. 1 (2009) состоит из композиций Скотта Джоплина, Дюка Эллингтона, Мортона и Уоллера.
В 2012 году он основал коллектив The Modern Jazz Generation, который выпустил свой первый альбом в октябре 2014 года. В этой группе 12 музыкантов в возрасте от 20 до 50 лет.
В 2014 году Робертс снялся в телешоу 60 минут.
Также Робертс был заместителем художественного руководителя Музыкального фестиваля в Саванне, а также директором ежегодного конкурса школьных групп Swing Central. Работает в Университете штата Флорида.
22 апреля 2021 года Робертс получил почетную докторскую степень в Университете Бригама Янга.

## Дискография

### В качестве лидера
- The Truth Is Spoken Here (Novus, 1988)
- Deep in the Shed (Novus/Sony, 1989)
- Alone with Three Giants (Novus, 1990)
- Prayer for Peace (Novus, 1991)
- As Serenity Approaches (Novus, 1991)
- If I Could Be with You (Novus, 1993)
- Gershwin for Lovers (Columbia, 1994)
- Portraits in Blue (Columbia/Sony, 1995)
- Time and Circumstance (Columbia/Sony, 1996)
- Blues for the New Millennium (Columbia, 1997)
- The Joy of Joplin (Sony, 1998)[6]
- In Honor of Duke (Columbia, 1999)
- Cole after Midnight (Columbia/Sony, 2001)
- A Gershwin Night (2003)
- Gershwin: Piano Concerto in F (Philips Classics, 2006)
- New Orleans Meets Harlem, Volume 1 (J-Master, 2009)
- Celebrating Christmas (2011)
- Deep in the Shed: A Blues Suite (2012)
- From Rags to Rhythm (2013)
- Together Again: In the Studio with Wynton Marsalis (2013)
- Together Again: Live in Concert with Wynton Marsalis (2013)
- Romance, Swing, and the Blues (2014)
- The Race for the White House (2016)
- Trio Crescent: Celebrating Coltrane (2017)

### Как сайдмен
С Уинтоном Марсалисом
- 1986 J Mood
- 1987 Marsalis Standard Time, Vol. I
- 1988 Live at Blues Alley
- 1989 The Majesty of the Blues
- 1989 Crescent City Christmas Card
- 1990 Standard Time, Vol. 2: Intimacy Calling
- 1991 Thick in the South: Soul Gestures in Southern Blue, Vol. 1
- 1991 Uptown Ruler: Soul Gestures in Southern Blue, Vol. 2
- 1991 Levee Low Moan: Soul Gestures in Southern Blue, Vol. 3
- 1992 Blue Interlude
- 1992 Citi Movement
- 1994 Jazz at Lincoln Center Presents: The Fire of the Fundamentals — in Lincoln Center Jazz Orchestra
- 1994 Jazz at Lincoln Center: They Came to Swing — in Lincoln Center Jazz Orchestra, recorded 1992—1994.
- 1999 Live at the Village Vanguard
- 2011 Swinging into the 21st
- 2012 The Music of America

С другими
- 1990 The Marksman, Mark Whitfield
- 1996 Bone Structure, Wycliffe Gordon/Ron Westray
- 1996 Unveiled, Marcus Printup
- 2012 Across the Imaginary Divide, Béla Fleck
- 2016 Heirs of the Crescent City, Jason Marsalis
- 2017 The Musician, Chick Corea